# Dick Berk
Richard Alan "Dick" Berk (22. maj 1939 i San Francisco, Californien - 8. februar 2014) var en amerikansk jazztrommeslager. 
Berk har spillet med Charles Mingus, Jean Luc Ponty, Freddie Hubbard, George Duke, Milt Jackson, Blue Mitchell og Mose Allison. 
Han har lavet en snes plader med sit eget band Jazzadoption.